# Los Lirios
Los Lirios es una localidad de Chile ubicada en la región del Libertador General Bernardo O'Higgins, específicamente en la comuna de Requínoa (provincia de Cachapoal). Es centro de una gran actividad agrícola, con viñedos de finísima calidad y variados frutos de exportación. 

## Demografía
Los principales centros poblados son esta última ciudad y el pueblo de Los Lirios ubicado 4 km al norte, la población se concentra en estos lugares principalmente y distribuida en varios sectores rurales. Se encuentra en un sector predilecto para la agricultura y la ganadería, los caminos conectan la localidad de Los Lirios, la localidad de Gultro y sectores aledaños a Requínoa, capital comunal. Al igual que muchos pueblos su base principal de comercio se basa a través de ferias que se realizan los días sábados. La historia del pueblo se basa a través de villas que se fueron juntando hasta formar lo que hoy en día es el pueblo de Los Lirios, los nombres de las calles son en homenaje a los patrones de los fundos agrícolas que se encontraban en ese sector. Posee los servicios básicos de subsistencia (Salud, Policía, entre otros). La Iglesia Parroquial de Santa Gema, antiguo noviciado de los Padres Pasionistas, es el lugar más famoso de Los Lirios. Junto a él existe la Casa de Retiros Getsemaní, en lo que era el noviciado. Cabe destacar que la región de O'Higgins es una de las regiones con Índice de Desarrollo Humano (IDH) más bajo de todo el país, Los Lirios es un representativo de esta situación debido a su austeridad, reportándose apenas 2 semáforos funcionales en un censo realizado en noviembre de 2019. 

## Datos importantes
- La historia chilena dice que en este lugar acamparon las tropas realistas antes del desastre de Rancagua
- Este pueblo tuvo una estación de Ferrocarriles, la cual está en estado deplorable.
- Posee una gran población juvenil, y gran población que profesa la religión evangélica.
- Se encuentra más cerca de Olivar (como comuna y ciudad, solo hay 1 kilómetro y medio de diferencia) y Rancagua (5 kilómetros) que de la capital de su propia comuna (está a 10 kilómetros de Requínoa)
- Requínoa y Los Lirios también experimentaron el efecto destructivo del terremoto del 27 de febrero de 2010, destruyendo muchas casas históricas de adobe, inutilizando otras, incluyendo el teatro municipal, la Iglesia Santa Gema.

## Deportes

### Fútbol
Deportes Tocopilla jugó de local en Los Lirios en la temporada 2014 de la Tercera División B.